# Notepad2
Notepad2是发布在Microsoft Windows平台下的开放源代码的文本编辑器。于2004年4月推出第一个版本。作者参照了微软的记事本原则：小巧、快速、朴实。自3.0.20版起，Notepad2已經變成完全基於Unicode的程式，因此對各種字元的處理有很良好的表現。由于Notepad2在资源消耗方面与微软的Notepad大体相当而功能更强大，有人便用Notepad2或Notepad++替换记事本。
Notepad2为以下的程序语言提供语法高亮标注：ASP、C语言、C++、C#、CGI、CSS、HTML、Java、JavaScript、NSIS、Pascal、Perl、PHP、Python、SQL、VB、VBScript、XHTML、XML以及汇编语言。它亦支持部分文本格式的语法高亮标注：BAT、DIFF、INF、INI、REG等。
Notepad2还有其他特性：常规编辑：查找和替换；文字编码转换：在ASCII、UTF-8和UTF-16之间互相转换；半透明效果；页面缩放；括弧匹配和自动缩进等。

## 参看
- 文本编辑器列表
- Notepad++